# Hrvatski nogometni kup 2007/08
Der Hrvatski nogometni kup 2007/08 war der 17. Wettbewerb um den kroatischen Fußballpokal nach der Loslösung des kroatischen Fußballverbandes aus dem jugoslawischen Fußballverband.
Titelverteidiger Dinamo Zagreb setzte sich in zwei Finalspielen gegen Hajduk Split durch. Es war Dinamos 9. Pokalsieg im unabhängigen Kroatien und der 16. insgesamt.

## Modus
Ab dem Viertelfinale einschließlich des Finales wurden jeweils Hin- und Rückspiele ausgetragen. Bei gleicher Anzahl an Toren aus beiden Spielen kam die Mannschaft weiter, die auswärts mehr Tore erzielt hatte. Herrschte auch hier Gleichstand, wurde ein Elfmeterschießen zur Ermittlung des Siegers ausgetragen.

## Teilnehmer
An der Vorrunde
- 21 Sieger des Bezirkspokals
- 11 Finalisten des Bezirkspokals aus den Fußballverbänden mit der größten Anzahl registrierter Fußballclubs

| Bezirk              | Sieger                        | Finalist            |
| ------------------- | ----------------------------- | ------------------- |
| Bjelovar-Bilogora   | NK Bjelovar                   | NK Mladost Ždralovi |
| Brod-Posavina       | NK Slavonac CO Stari Perkovci | NK Oriolik          |
| Dubrovnik-Neretva   | NK Neretvanac Opuzen          |                     |
| Istrien             | NK Istra Pula                 | NK Rudar Labin      |
| Karlovac            | NK Ogulin                     |                     |
| Koprivnica-Križevci | NK Koprivnica                 | NK Mladost Molve    |
| Krapina-Zagorje     | NK Klanjec                    |                     |
| Lika-Senj           | NK Novalja                    |                     |
| Međimurje           | NK Čukovec 77                 | Međimurje Čakovec   |
| Osijek-Baranja      | NK Olimpija Osijek            | NK Đakovo           |
| Požega-Slawonien    | NK Slavonija Požega           |                     |

| Bezirk               | Sieger                       | Finalist            |
| -------------------- | ---------------------------- | ------------------- |
| Primorje-Gorski      | NK Grobničan Čavle           |                     |
| Sisak-Moslavina      | HNŠK Moslavina Kutina        | HNK Segesta Sisak   |
| Split-Dalmatien      | HNK Trogir                   |                     |
| Šibenik-Knin         | NK Zagora Unešić             |                     |
| Varaždin             | NK Podravina Ludbreg         | NK Mladost Varaždin |
| Virovitica-Podravina | NK Virovitica                |                     |
| Vukovar-Syrmien      | NK Zrinski Tordinci          | NK Graničar Županja |
| Zadar                | HNK Primorac Biograd na Moru |                     |
| Stadt Zagreb         | NK Croatia Sesvete           | NK Vrapče Zagreb    |
| Zagreb               | NK Zelina                    | NK Polet Buševec    |

Am Sechzehntelfinale
- Die 16 punktbesten Vereine der Fünfjahres-Pokalwertung. (63 Punkte für den Pokalsieger, 31 für den unterlegenen Finalisten, 15 für die Halbfinalisten, 7 für die Viertelfinalisten, 3 für die Achtelfinalisten und 1 Punkt für die Sechzehntelfinalisten.)

| - 1. HNK Rijeka (149) - 2. Dinamo Zagreb (139) - 3. Hajduk Split (123) - 4. NK Varteks Varaždin (123) | - 5. NK Osijek (51) - 6. NK Istra 1961 (46) - 7. NK Kamen Ingrad Velika (41) - 8. Cibalia Vinkovci (27) | - 09. NK Pomorac Kostrena (27) - 10. NK Zagreb (25) - 11. NK Slaven Belupo (21) - 12. NK Naftaš HAŠK Zagreb (17) | - 13. Inter Zaprešić (11) - 14. NK Belišće (11) - 15. NK Zadar (11) - 16. HNK Šibenik (9) |

## Ergebnisse

### Vorrunde
Die Spiele fanden zwischen dem 22. und 29. August 2007 statt.
|                              | Ergebnis               |                       |
| ---------------------------- | ---------------------- | --------------------- |
| NK Graničar Županja          | 1:0                    | NK Vrapče Zagreb      |
| NK Koprivnica                | 1:4                    | NK Virovitica         |
| NK Ogulin                    | 4:1                    | NK Novalja            |
| NK Olimpija Osijek           | 0:3                    | NK Slavonac           |
| HNK Trogir                   | 2:0                    | NK Istra Pula         |
| HNK Primorac Biograd na Moru | 0:0 n. V. (5:4 i. E.)  | NK Zagora Unešić      |
| NK Neretvanac Opuzen         | 0:0 n. V. (3:5 i. E.)  | NK Bjelovar           |
| NK Đakovo                    | 5:0                    | NK Mladost Ždralovi   |
| NK Croatia Sesvete           | 7:0                    | NK Polet Buševec      |
| NK Mladost Varaždin          | 1:3                    | NK Slavonija Požega   |
| NK Klanjec                   | 1:1 n. V. (9:10 i. E.) | NK Zelina             |
| NK Čukovec 77                | 0:1                    | HNK Segesta Sisak     |
| NK Mladost Molve             | 4:3                    | NK Rudar Labin        |
| NK Podravina Ludbreg         | 3:1                    | NK Grobničan          |
| NK Oriolik                   | 5:4                    | HNŠK Moslavina Kutina |
| Međimurje Čakovec            | 3:2                    | NK Zrinski Tordinci   |

### Sechzehntelfinale
Die Spiele fanden am 26. September 2007 statt.
|                              | Ergebnis              |                        |
| ---------------------------- | --------------------- | ---------------------- |
| NK Zelina                    | 0:4                   | HNK Rijeka             |
| NK Virovitica                | 1:3 n. V.             | Dinamo Zagreb          |
| NK Mladost Molve             | 1:9                   | Hajduk Split           |
| HNK Trogir                   | 1:2                   | NK Varteks Varaždin    |
| NK Slavonac                  | 0:1                   | NK Slaven Belupo       |
| NK Ogulin                    | 2:3                   | NK Osijek              |
| NK Oriolik                   | 1:4                   | Cibalia Vinkovci       |
| NK Đakovo                    | 2:1                   | NK Kamen Ingrad Velika |
| NK Podravina Ludbreg         | 2:0                   | NK Istra Pula          |
| NK Graničar Županja          | 1:3                   | NK Zagreb              |
| HNK Primorac Biograd na Moru | 0:5                   | Inter Zaprešić         |
| NK Slavonija Požega          | 1:4                   | NK Pomorac Kostrena    |
| NK Bjelovar                  | 3:3 n. V. (7:6 i. E.) | NK Belišće             |
| NK Croatia Sesvete           | 2:0                   | NK Naftaš HAŠK Zagreb  |
| Međimurje Čakovec            | 2:2 n. V. (6:7 i. E.) | HNK Šibenik            |
| HNK Segesta Sisak            | 1:0                   | NK Zadar               |

### Achtelfinale
Die Spiele fanden am 24. Oktober 2007 statt.
|                   | Ergebnis              |                      |
| ----------------- | --------------------- | -------------------- |
| HNK Segesta Sisak | 3:0                   | HNK Rijeka           |
| HNK Šibenik       | 2:3                   | Dinamo Zagreb        |
| Hajduk Split      | 2:0                   | NK Croatia Sesvete   |
| NK Bjelovar       | 1:1 n. V. (3:5 i. E.) | NK Varteks Varaždin  |
| NK Slaven Belupo  | 1:0                   | NK Pomorac Kostrena  |
| Inter Zaprešić    | 1:0                   | NK Podravina Ludbreg |
| NK Đakovo         | 0:7                   | NK Zagreb            |
| Cibalia Vinkovci  | 2:1                   | NK Osijek            |

### Viertelfinale
Die Hinspiele fanden am 7. November 2007 statt, die Rückspiele am 28. November.
|                     | Gesamt |                  | Hinspiel | Rückspiel |
| ------------------- | ------ | ---------------- | -------- | --------- |
| HNK Segesta Sisak   | 2:3    | NK Zagreb        | 0:0      | 2:3       |
| Hajduk Split        | 6:1    | Inter Zaprešić   | 2:1      | 4:0       |
| NK Varteks Varaždin | 6:0    | Cibalia Vinkovci | 4:0      | 2:0       |
| NK Slaven Belupo    | 0:2    | Dinamo Zagreb    | 0:1      | 0:1       |

### Halbfinale
Die Hinspiele fanden am 9. März 2008 statt, die Rückspiele am 23. April.
|                     | Gesamt |              | Hinspiel | Rückspiel |
| ------------------- | ------ | ------------ | -------- | --------- |
| Dinamo Zagreb       | 6:3    | NK Zagreb    | 3:1      | 3:2       |
| NK Varteks Varaždin | 1:5    | Hajduk Split | 1:1      | 0:4       |

### Finale

#### Hinspiel
| Dinamo Zagreb                            | Dinamo Zagreb | Hajduk Split | Hajduk Split |
| ---------------------------------------- | --- | --- | ------------ |
| Dinamo Zagreb                            | \| 7. Mai 2008 in Zagreb (Stadion Maksimir) \| \| Ergebnis: 3:0 (2:0) \| \| Zuschauer: 15.000 \| \| Schiedsrichter: Domagoj Ljubičić \| \| Spielbericht \|                                                  | \| 7. Mai 2008 in Zagreb (Stadion Maksimir) \| \| Ergebnis: 3:0 (2:0) \| \| Zuschauer: 15.000 \| \| Schiedsrichter: Domagoj Ljubičić \| \| Spielbericht \|                                                                               | Hajduk Split |
| Dinamo Zagreb                            | Georg Koch – Etto, Hrvoje Čale, Dino Drpić, Tomislav Mikulić – Ivica Vrdoljak, Mihael Mikić, Ognjen Vukojević, Luka Modrić – Mario Mandžukić, Josip Tadić (83. Tomislav Šokota) Cheftrainer: Zvonimir Soldo | Vladimir Balić – Mario Maloča, Goran Jozinovi (86. Mladen Bartolović), Goran Sablić (46. Jurica Buljat), Boris Živković – Marin Ljubičić, Drago Gabrić, Siniša Linić, Nikola Kalinić – Duje Čop, Ante Rukavina Cheftrainer: Robert Jarni | Hajduk Split |
| Dinamo Zagreb                            | 1:0 Josip Tadić (8.) 2:0 Mario Mandžukić (20.) 3:0 Mario Mandžukić (88.) | | Hajduk Split |
| Dinamo Zagreb                            | Sablić (23.), Ljubičić (64.), Kalinić (77.) | | Hajduk Split |
| 7. Mai 2008 in Zagreb (Stadion Maksimir) | | |              |
| Ergebnis: 3:0 (2:0)                      | | |              |
| Zuschauer: 15.000                        | | |              |
| Schiedsrichter: Domagoj Ljubičić         | | |              |
| Spielbericht                             | | |              |

#### Rückspiel
| Hajduk Split                           | Hajduk Split | Dinamo Zagreb | Dinamo Zagreb |
| -------------------------------------- | --- | --- | ------------- |
| Hajduk Split                           | \| 14. Mai 2008 in Split (Stadion Poljud) \| \| Ergebnis: 0:0 \| \| Zuschauer: 6.000 \| \| Schiedsrichter: Ivan Bebek \| \| Spielbericht \| | \| 14. Mai 2008 in Split (Stadion Poljud) \| \| Ergebnis: 0:0 \| \| Zuschauer: 6.000 \| \| Schiedsrichter: Ivan Bebek \| \| Spielbericht \|                                                                                     | Dinamo Zagreb |
| Hajduk Split                           | Vladimir Balić – Mario Maloča, Boris Pandža, Mladen Bartolović (63. Mario Tičinović), Boris Živković – Marin Ljubičić, Drago Gabrić, Siniša Linić, Nikola Kalinić (21. Miro Varvodić) – Florin Cernat (45. Ivan Ćurjurić), Ante Rukavina Cheftrainer: Robert Jarni | Georg Koch – Etto, Hrvoje Čale, Igor Bišćan, Tomislav Mikulić – Ivica Vrdoljak, Mihael Mikić (46. Marijan Buljat), Ognjen Vukojević, Luka Modrić – Mario Mandžukić, Josip Tadić (82. Boško Balaban) Cheftrainer: Zvonimir Soldo | Dinamo Zagreb |
| Hajduk Split                           | Ljubičić (24.), Maloča (45.) | Mikić (19.), Buljat (67.) | Dinamo Zagreb |
| Hajduk Split                           | Mandžukić (69.) | | Dinamo Zagreb |
| Hajduk Split                           | Balić (19.) | Čale (19.) | Dinamo Zagreb |
| 14. Mai 2008 in Split (Stadion Poljud) | | |               |
| Ergebnis: 0:0                          | | |               |
| Zuschauer: 6.000                       | | |               |
| Schiedsrichter: Ivan Bebek             | | |               |
| Spielbericht                           | | |               |

## Torschützenliste
| Pl. | Name               | Mannschaft       | Tore |
| --- | ------------------ | ---------------- | ---- |
| 1.  | Nikola Kalinić     | Hajduk Split     | 9    |
| 2.  | Mario Mandžukić    | Dinamo Zagreb    | 5    |
| 3.  | Krešimir Makarin   | Hajduk Split     | 4    |
| 3.  | Željko Malčić      | Cibalia Vinkovci | 4    |
| 3.  | Dominik Milinković | NK Oriolik       | 4    |